# Попов, Рафаил (археолог)
Рафаил Петров Попов-Троянский (болг. Рафаил Петров Попов-Троянски; 27 августа 1876, Тырново — 15 августа 1940, София) — болгарский историк, археолог, палеонтолог, спелеолог и музейный деятель.

## Биография
Окончил гимназию в Велико-Тырново, в 1896 году поступил в Софийский университет на специальность «Естественные науки», окончил её в 1901 году. Начал преподавать естественные науки в Шуменском мужском педагогическом училище. В 1902 году возглавил открытый Археологический музей. В 1909 году отправился в Берлин на изучение доистории, палеонтологии и геологии, учился там два года. После возвращения в Болгарию учредил археологическое общество Софии (1911 год).
В 1912—1913 годах Попов участвовал в военно-разведывательной миссии в Одринской Фракии на болгарских военных учениях. В 1920 году основал Болгарский археологический институт, до 1939 года был его секретарём. В 1911—1929 годах руководитель Доисторического отдела Народного археологического музея Софии, в 1929—1938 годах директор Археологического музея. Почётный доцент доистории при кафедре общей географии и этнографии Софийского университета в 1925—1940 годы. Избран в 1937 году в Болгарскую академию наук.

## Деятельность

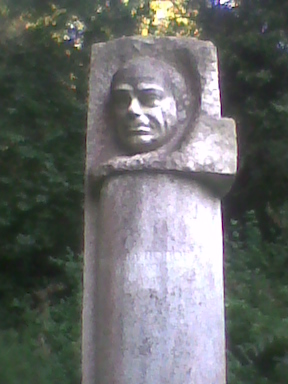
Памятник Рафаилу Попову в Мадаре

Рафаил Попов является пионером в области исследований доисторической Болгарии. В 1899—1900 годах он как студент участвовал в раскопках в пещерах Духлата и Малая около Тырново. Организовывал раскопки в Царской пещере у Беляковца как преподаватель, в Большой и Малой пещерах у Мадары. В крепости Мадары им был обнаружен фрагмент мраморного зодиака, на котором чётко были видны символы зодиакальных знаков Водолея, Рыб, Овна и Тельца. После возвращения из Германии проводил раскопки в более чем 20 пещерах Болгарии: Девятая, Тёмная, Моровица, Бачо-Киро (у Дряново), Царь Крум (у Шумена), Чердженица, Зиданка, Хайдуцкая, Миризливка, Эменская, Большая и Малая Лисцы (у Беляковца), в Тырново и Ловече. В Тёмной пещере Попов обнаружил находки, свидетельствовавшие о существовании палеолитной культуры на Балканах; следы праисторического человека были найдены и в Моровице им же. Им исследовались и доисторические захоронения Коджадермен и Салманово.
В 1913 году впервые в Археологическом музее под руководством Попова прошла первая химическая обработка музейных экспонатов. Также он составил «Руководство по сбору старин и монет» в 1922 году и «Путеводитель по Народному музею Софии» в 1923 году (с Николой Мушмовым).

### Научные труды
- «Предисторическият човек през старата каменна епоха», София, 1920;
- «Култура и живот на предисторическия  човек в България. Част I. Каменна епоха», София, 1928; «Част II. Метална епоха», С., 1930;
- «Доисторическа България»;
- «Пещерата Темната дупка. Ново находище от палеолита в България», С., 1931;
- «Кратко ръководство по предистория. Част I. Палеолит (стара каменна епоха), (С оглед паметниците от България)», София, 1943.
- «Принос към предисторията на България» (1904)
- «Материали за предисторията на България», (1920)
- «Царската пещера», (1921)
- «Пещерата Моровица», (1921)
- «Пещерата Голяма Подлисца», (1921)
- «Беляковското плато», (1925)
- «Пещерата Темната дупка», (1931)
- «Пещерата Миризливка», (1933)